# Galeazzo di Santa Sofia

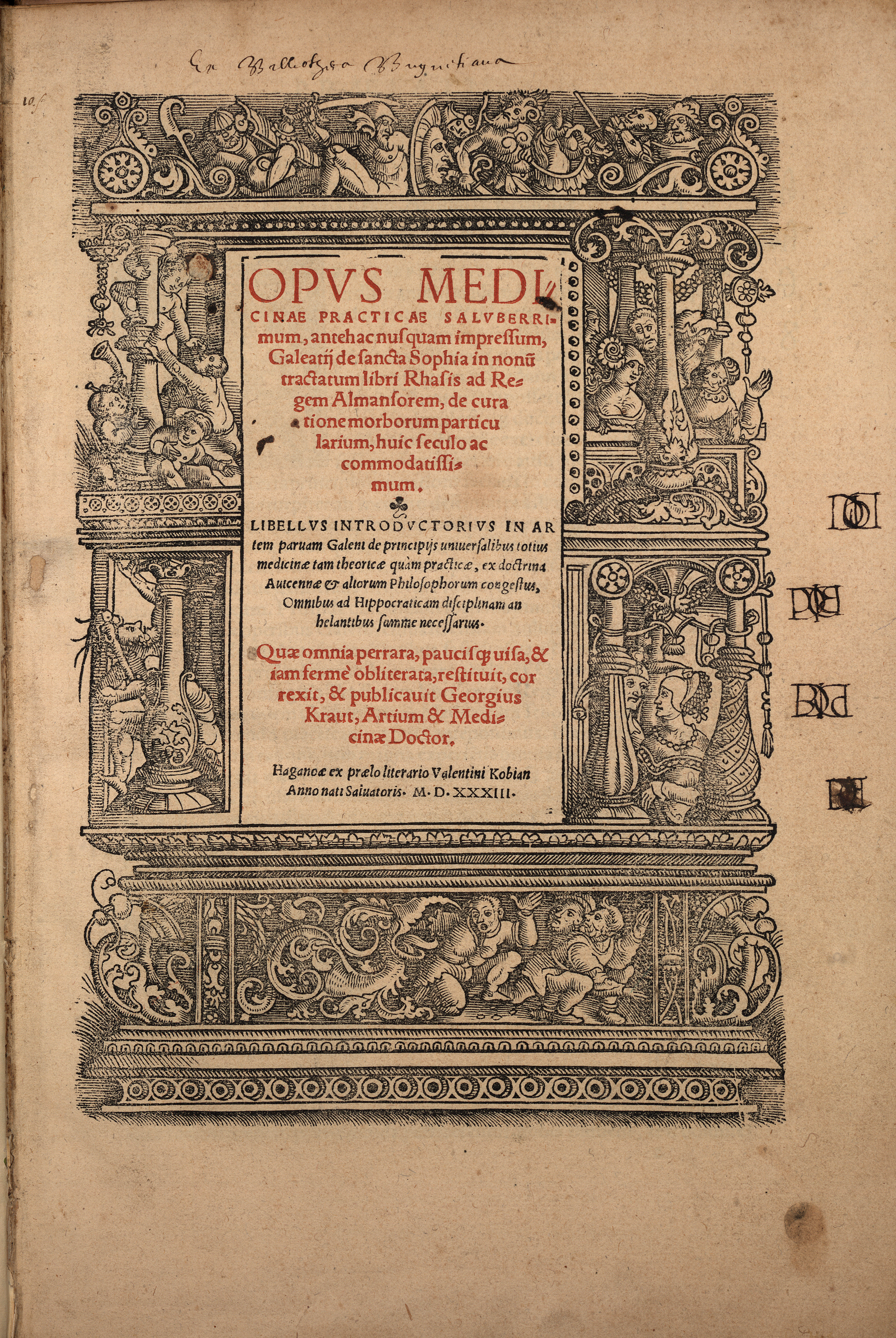
Galeazzos Rhazes-Kommentar, 1533

Galeazzo di Santa Sofia, latinisiert Galeatius, auch Galeateus de Sancta Sophia,  (* in  Padua; † 1427 ebenda) war ein italienischer Arzt.
Galeazzo di Santa Sofia stammte aus einer berühmten Ärztefamilie in Padua, studierte in Padua mit dem Magister medicinae 1389  und wurde Ende des 14. Jahrhunderts Professor an der Universität Wien. 1404 hielt er die erste Anatomievorlesung in Wien, deren Universität gerade 1365 gegründet worden war und an der die Medizin vorher nur eine untergeordnete Rolle spielte. Er soll dort auch die ersten Sektionen für Lehrzwecke durchgeführt haben, die auch die ersten nördlich der Alpen waren (1404). Seziert wurden Hingerichtete. Die Kosten (Henker und Gehilfen, Beerdigung und Messe, Bier, Wein und Mahlzeiten) zahlten Studenten und andere Zuschauer. Er führte auch botanische Exkursionen nach Heilkräutern in der Umgebung von Wien durch. Ab 1407 war er wieder in Padua, wo er 1427 an der Pest starb.
Von ihm stammen Schriften über Simplicia (Onomasticon de simplicibus, nur handschriftlich überliefert), die Pest, weichen Schanker, Fieber (Venedig 1514, Lyon 1517) und Seekrankheit sowie ein Kommentar zu Rhazes (Hagenau 1533), wahrscheinlich verfasst mit seinem Bruder Bartolomeo und seinem Onkel Marsilio.
Er war Leibarzt des Herzogs Albrecht IV. von Österreich.